# 宇都宮安重
宇都宮 安重（うつのみや やすしげ、1930年11月3日 - 2005年6月24日）は、日本の作曲家、編曲家である。

## 人物・経歴
長野県南佐久郡田口村（現佐久市）生まれ。4歳頃よりピアノを始める。村立田口小学校から東京市の京橋小学校へ移る。旧制暁星中学校を経て（この頃に音楽人類学者・日本打弦楽器協会会長の生明慶二と出会う）、東洋音楽学校（現・東京音楽大学）を卒業。同期に黒柳徹子、石橋エータローがいた。音楽学校在学中よりクラブ等にてジャズピアニストとして活動を始める。
ミュージシャン仲間との親交の中で小杉太一郎に師事。映画音楽、TV音楽等の作曲・編曲に携わる。中でも1979年10月からテレビ朝日系列で放送が開始されたテレビドラマ『西部警察』のメインテーマ曲が知られる。その後は音楽教室を開き、歌唱指導を始める。2005年6月24日、心筋梗塞により死去。74歳没。趣味は合気道、語学。

## 主な作品
- 笹沢左保「峠シリーズ」（オムニバス作品・全4話・1972年3月4日-3月25日）
- 西部警察（1979年 - 1982年、石田勝範と共同で担当）

| スタブアイコン | サブスタブ | この項目は、まだ閲覧者の調べものの参照としては役立たない、音楽関係者（バンド等）に関連した書きかけの項目です。この項目を加筆・訂正などしてくださる協力者を求めています（P:音楽/PJ:芸能人）。 |